# Laurie Bird
Laurie Bird (Long Island, New York, Estados Unidos; 26 de septiembre de 1953 - New York City, New York ; 15 de junio de 1979)  fue una actriz de cine y teatro, y una gran fotógrafa estadounidense.

## Biografía
Bird fue una joven actriz, cuya madre falleció cuando ella tenía tan solo tres años. Su padre, trabajaba largas horas como ingeniero eléctrico, y además fue de ex un marino de Estados Unidos. A pesar de que tenía dos hermanos, su infancia fue muy solitaria y triste.
Fue denominada por el columnista de Hollywood, Kleiner Dick, como una "inocente Hayley Mills".

## Carrera
Si bien filmó solo tres películas durante su corta trayectoria, fueron lo suficientemente populares como para dejar una huella en el medio del espectáculo.
Laurie había ido a trabajar como modelo cuando fue elegida por el director Monte Hellman  alrededor de 500 mujeres, para representar a una niña en el film Two-Lane Blacktop.

### Filmografía
- 1971: Two-Lane Blacktop ............... La Niña
- 1974: Cockfighter (Gallos de pelea) ............. Dody White Burke
- 1977: Annie Hall (dirigida por Woody Allen) .............. novia de Tony Lacey
- 2006: Wanderlust (documental póstumo)

En Two-Lane Blacktop también mostró sus dotes de cantante al hacer un Soundtrack del tema Satisfaction.
Bird también se había desempeñado como fotógrafa en el film Cockfighter y disparó la foto de portada para Art Garfunkel en su álbum de 1977, Watermark . También en 1974 trabajó como técnica de iluminación en la serie televisiva Within These Walls.

## Vida privada
Estuvo involucrada románticamente con su director Monte Hellman , y más tarde con Art Garfunkel durante varios años.

## Suicidio
Laurie Bird se quitó la vida el 15 de junio de 1979, en el ático de departamento de su entonces novio Garfunkel tras una sobredosis de Valium. Según declaraciones se encontraba sumida en una profunda depresión. En el funeral de Bird, su padre reveló que la muerte de su madre, que se pensaba que fue por un cáncer de ovario , también fue un suicidio. El artista dijo sobre su novia en una entrevista:

"Ella era hermosa, de un modo solitario, obsesionado, y yo la adoraba. Laurie no era feliz con ella misma. Su madre se suicidó a los 26 años, e hizo lo mismo. No hay nada que pudiera hacer para detenerla, pero me sentí culpable por años".

## Homenajes póstumos
Su última pareja, que le había escrito en su homenaje un poema en prosa titulado Still Water en su intento de hacer frente a su muerte, le dedicó en 1988 su álbum Scissors Cut y  Lefty. Este ofrecía una fotografía parcial de ella en su parte posterior.